# Святая стеклянница

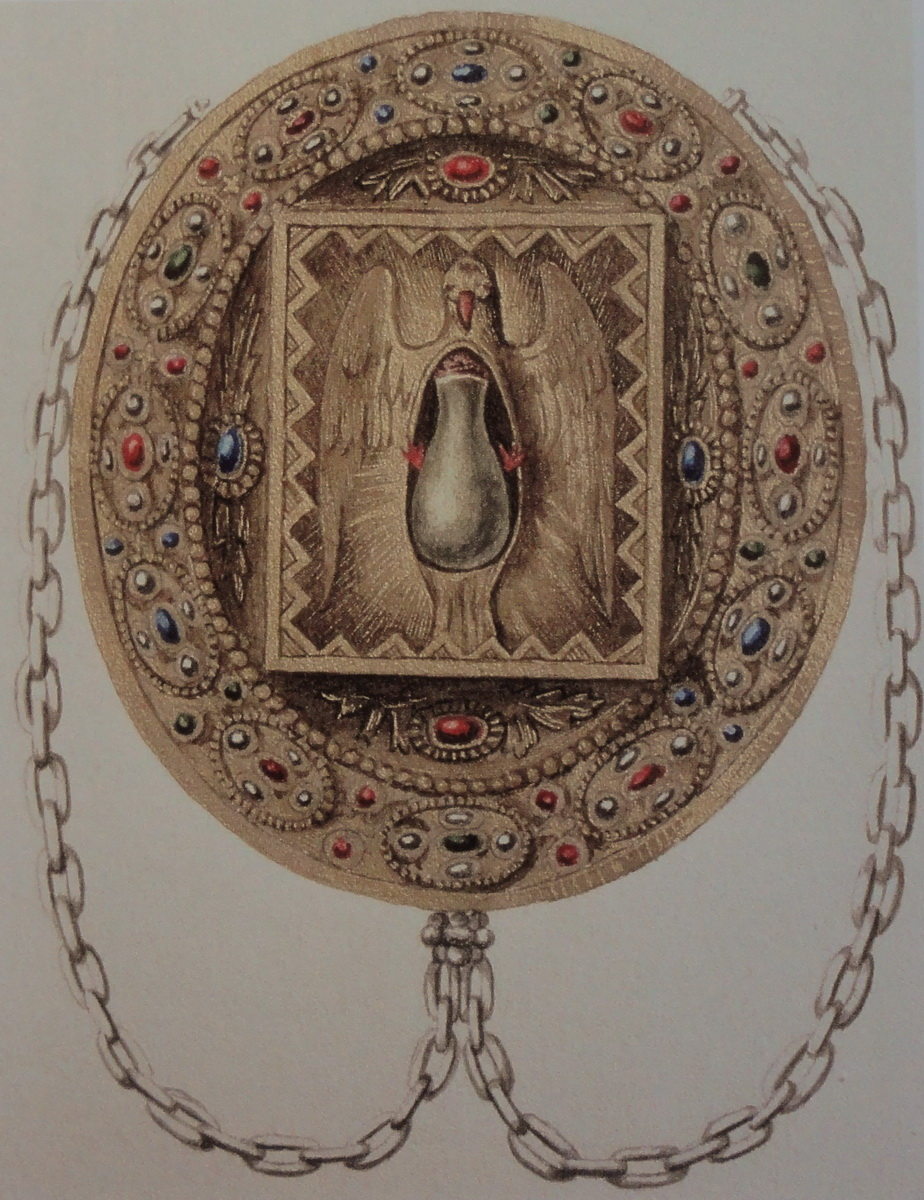
Святая Стеклянница в своём первоначальном ковчежце (литография, 1843 год)

Свята́я Стекля́нница, св. ампула реймсская (лат. Ampulla Remensis, фр. Sainte Ampoule) — существовавший во Франции, в Реймсе сосуд особенной формы (фиал), в котором находился священный елей (масло), якобы использованный в V веке при крещении короля франков Хлодвига. Первоначальная стеклянница по сути являлась флаконом древнеримского стекла высотой примерно 3,8 см.
Доля этого елея примешивалась в миро, использовавшееся в церковном обряде помазания королей Франции в ходе церемонии их коронации. Первым документально зафиксированным помазанием с использованием этой реликвии является коронация в 1131 году короля Людовика VII папой римским Иннокентием II. Стеклянница хранилась в аббатстве Святого Ремигия в Реймсе.
Стеклянница была разбита 7 октября 1793 года в эпоху французской революции членом Национального конвента Филиппом Рюлем при большом скоплении народа на площади Руаяль в Реймсе. Украшавшая эту площадь статуя Людовика XV в те дни была уже демонтирована и подготовлена к отправке на переплавку в артиллерийские орудия. Именно о пьедестал этой статуи революционеры разбили Стеклянницу, а оставшиеся осколки, в качестве доказательства, были отправлены в Париж.
В 1821 году объявился говоривший, что он спас осколок чудесного сосуда, к которому пристала капля застывшего масла. Реймским капитулом осколок был признан достоверным, отделан золотом и алмазами как часть подножия новой ампулы, в которую к капле спасённого масла прилили миндальное, и Карл X был помазан из этого нового сосуда в 1825 году.
Так называемый елей коронации всегда хранится в архиепископстве Реймса.

## Исторические упоминания
До 865 года никто из духовных писателей Франции не упоминал об этом чудесном сосуде, ни Григорий Турский в своей хронике, ни Авит Вьенский, поздравлявший Хлодвига с крещением.
Роль Святой Стеклянницы в обряде коронации королей Франции была подробно описана в документе, датированным примерно 1260 годом, который был недавно опубликован и подробно изучен.

## История Стеклянницы
Архиепископ Реймса Гинкмар стремился укрепить за своей церковью право помазывать королей на царство, и он записал рассказ, заимствованный, по его словам, из старинной рукописи о принесении святой ампулы белым голубем в минуту крещения Хлодвига, когда святой Ремигий был в затруднении, потому что прислужник, державший сосуд с миро, был оттёрт толпой. Рассказ стал переходить от одного писателя к другому, украшаясь подробностями. Аймоин из Флёри в X веке уже прямо писал, что ампулу принёс св. Дух в образе голубя. Гийом Бретонец в XIII веке рассказывал, как дьявол намеревался погубить душу Хлодвига грехом нетерпения, и поручил ангелу принести ампулу. В обряд коронации государей Франции католическая церковь внесла молитвы и гимны, относящиеся к тому чудесному событию, и реймское духовенство хранило святыню.
В конце XVII века безансонец Шифле, прославлявший святой саван, плащаницу (Saint Suaire) своего родного города, впервые стал оспаривать достоверность реймсской ампулы. Аббат Плюшо из Реймса 1719 года возражал ему, защищая честь родного города. В феврале 1793 года член конвента Рюль (Rhul) публично её разбил на площади в Реймсе. Внутри оказалось красноватое, застывшее масло, которое не подвергли химическому анализу.
Легенда, опубликованная в 1825 году, гласит о том, что накануне конституционный кюре Жюль-Арман Серен вместе с муниципальным служащим Филиппом Орелем, извлекли и спрятали большую часть содержимого стеклянницы; некоторая его часть затем была передана господам Буре, кюре из Берри-о-Бак, и Леконту, судье трибунала в Реймсе. Кроме того, на церемонии разрушения ковчежца, некто Луи Превото подобрал два стеклянных осколка сосуда, на которых уцелели остатки содержимого. 22 мая 1825 года Реймский архиепископ за несколько дней до коронации Карла X совершил переливание всех этих фрагментов, за исключением части Филиппа Ореля, утерянной его наследниками, в миро с помещением его в новый ковчежец, который в наше время представлен во Дворце То.
В 1906 году после изгнания архиепископа в соответствии с новым законодательством о разделении церквей и государства, архиепископ Реймса Луи-Жозеф Люсон перенёс миро в стеклянный флакончик, который и унёс с собой.

## Святая Стеклянница и коронация королей Франции

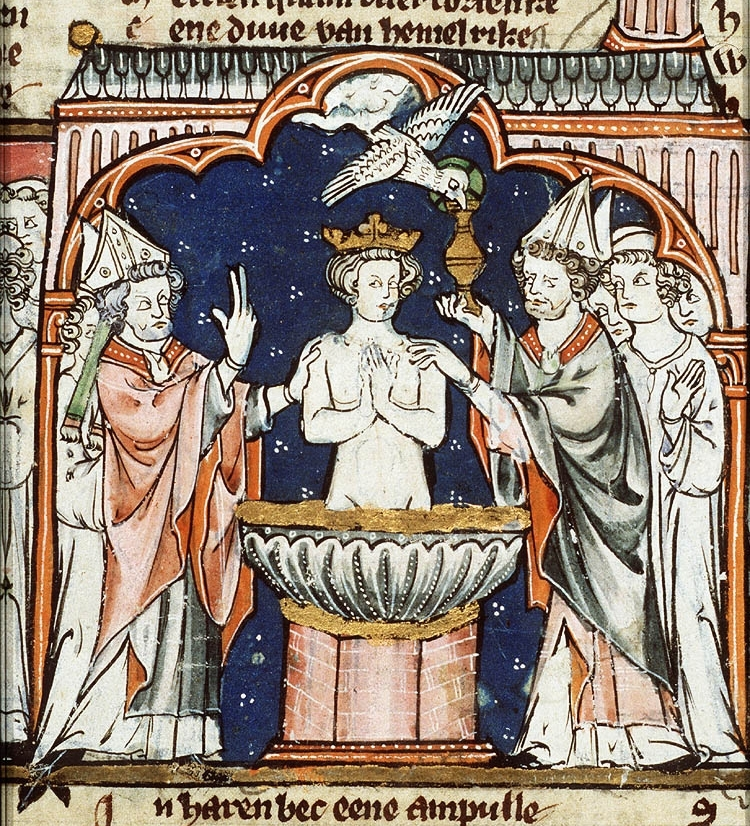
Крещение Хлодвига

Согласно архиепископу Реймса Гинкмару (около 806—882), ангел, в образе голубя, принёс этот сосуд Ремигию из Реймса, будущему святому Ремигию, чтобы помазать лоб Хлодвига при его крещении.
Первым королём Франции, чья коронация прошла в Реймсе в 816 году, стал Людовик I Благочестивый; последним короновавшимся в Реймсе монархом стал Карл X. Начиная с коронации Генриха I в 1027 году и вплоть до коронации Карла X в 1825 году, история насчитывает 30 королей Франции, которые были помазаны в Реймсе; имеется 3 исключения: Людовик VI короновался в Орлеане, Генрих IV в Шартре, а Людовик XVIII не короновался вообще.
Прежний ковчежец, в котором хранилась Святая Стеклянница, покидал стены аббатства святого Ремигия в Реймсе только в дни коронации. Единственное исключение было сделано по воле Людовика XI, пожелавшего иметь его рядом с собой на смертном одре. И это был единственный случай, когда стеклянница покидала стены аббатства для иной, нежели коронация, цели.
Замковый камень к гробнице святого Ремигия, где хранилась стеклянница, находился в келье аббата; только он открывал и закрывал вход туда.
Право нести Святую Стеклянницу в ходе церемонии коронации короля Франции принадлежало епископам Лана, герцогам и пэрам королевства. Жители городка, который в наше время носит имя Ле Шен, имели привилегию сопровождать Святую Стеклянницу во время церемонии коронации поскольку, по одним данным, в давние времена они были вассалами святого Ремигия, а по другим данным, сумели защитить реликвию в войне с англичанами.

### Рыцарский орден Святой Стеклянницы

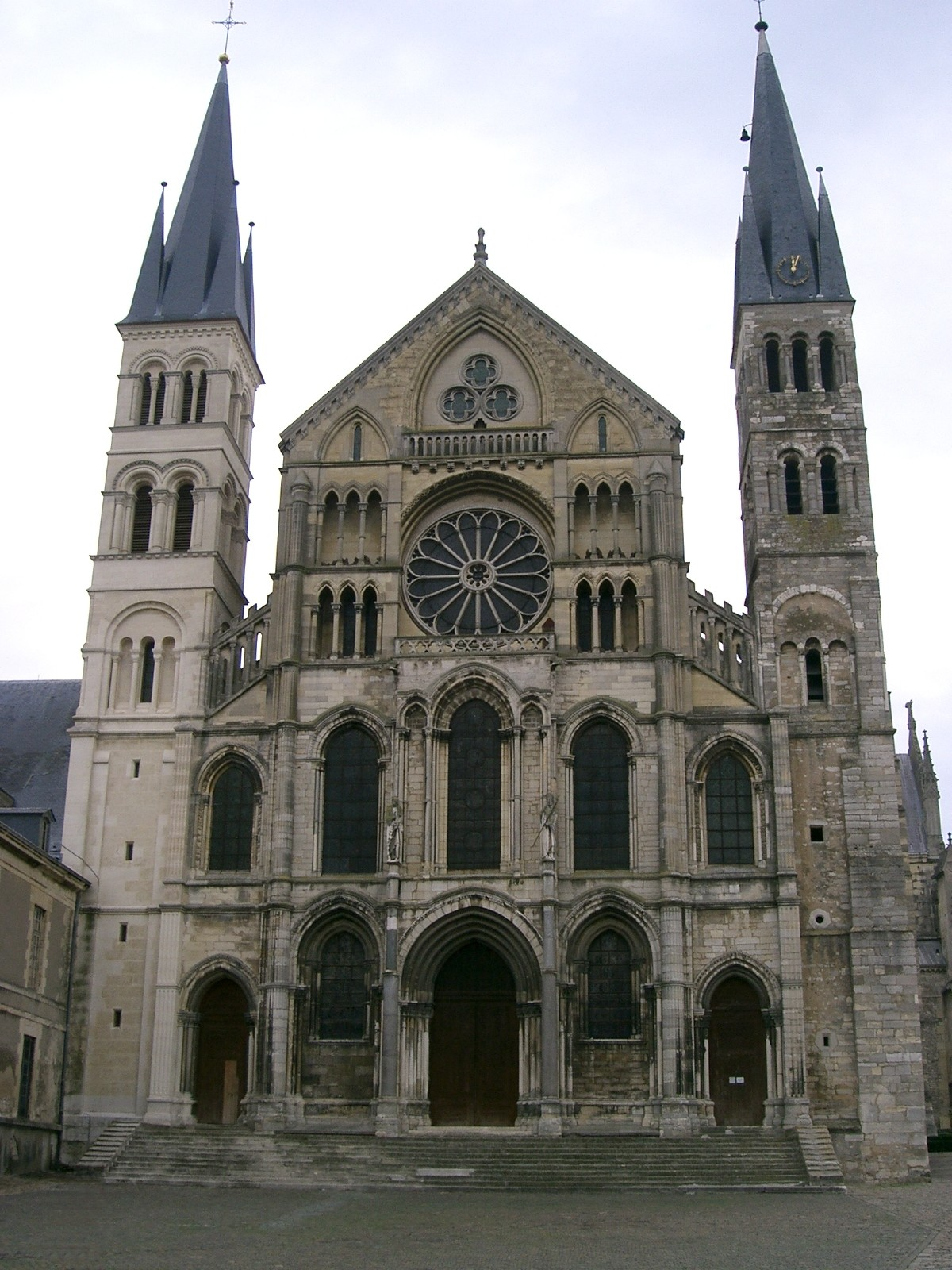
Базилика Святого Ремигия, отправная точка на церемониальном маршруте Святой Стеклянницы

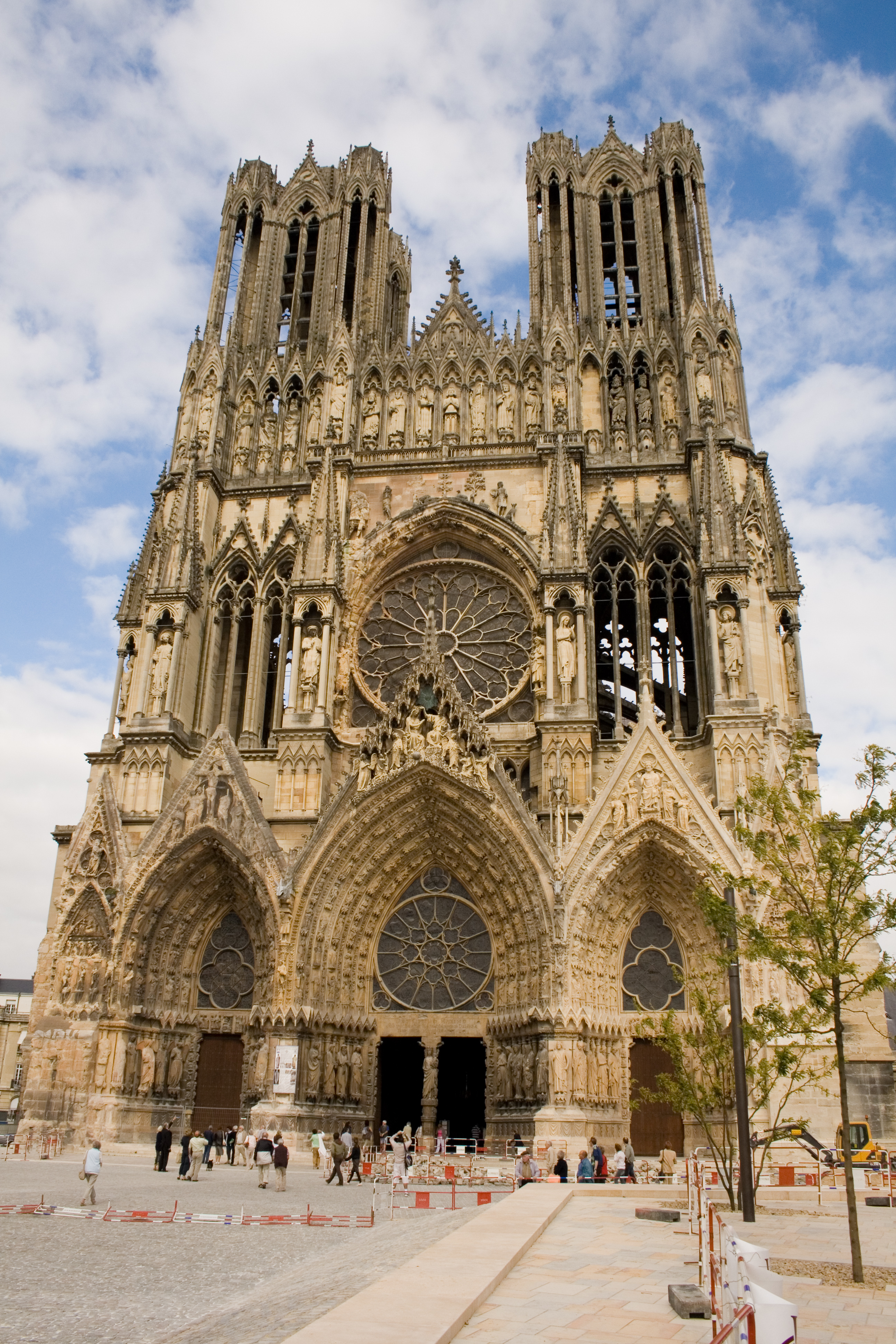
Реймсский собор, место коронации

Был образован рыцарский орден кавалеров, а позже, «баронов Святой Стеклянницы» (L’ordre de la Sainte Ampoule). В ходе церемонии коронации короля Франции, роль кавалеров (или баронов) ордена Святой Стеклянницы заключалась именно в проносе серебряного балдахина в кафедральном соборе над настоятелем аббатства Реймса, нёсшего Святую Стеклянницу. Они носили на чёрной ленте золотой крест с четырьмя лилиями, к которому было привешено изображение голубя с бутылочкой в клюве. На обороте находилось изображение аббатства Святого Ремигия. Основателем этого ордена считался Хлодвиг.
Во время церемонии коронации Людовика XIII бароны несли балдахин, предохраняющий настоятеля аббатства Святого Ремигия, нёсшего стеклянницу. Согласно Фавену, кавалеры этого ордена, в количестве 4 человек, для возведения в рыцарский сан должны были владеть аббатствами Терье, Белестре, Сонастре и Лувери, которые находились в зависимости от аббатства в Реймсе.
Орден перестал существовать во время революции.

### Заложники Святой Стеклянницы
«Заложниками Святой Стеклянницы» именовались четыре владетельных господина, уполномоченных сопровождать стеклянницу на пути из базилики Святого Ремигия в кафедральный собор. Эти «заложники» (фр. otage) в ходе сопровождения Святой Стеклянницы неотлучно находились рядом с ней, и их миссия состояла в защите святой реликвии даже ценою своей жизни.
Согласно ритуальной церемонии, четыре «заложника», каждый в сопровождении личного берейтора, въезжали верхом в кафедральный собор, располагаясь по четырём углам серебряного балдахина, прикрывавшего настоятеля аббатства Святого Ремигия, который несли кавалеры ордена Святой Стеклянницы. Затем эта группа, сохраняя всю возможную величественность, следовала от больших врат собора к алтарю, где аббат вручал Святую Стеклянницу архиепископу. После этого заложники Святой Стеклянницы располагались в четырёх ближайших креслах со спинками, присутствуя на церемонии коронации.
На церемонии коронации Людовика XVI 11 июня 1775 года в числе заложников Святой Стеклянницы находились Шарль-Даниель де Талейран-Перигор (отец знаменитого политика и дипломата Талейрана), и маркиз Жан-Луи-Роже де Рошешуар.